# عبدالمجید شریفی
مجید شریفی مدیر اجرایی ایرانی است، که در حال حاضر بعنوان رئیس هیئت مدیره فولاد کاوه جنوب کیش فعالیت می‌کند. وی پیش از این بعنوان مدیر عامل شرکت ملی فولاد ایران فعالیت می‌کرد. شریفی در فاصله سال‌های ۱۳۸۷ تا ۱۳۹۴ مدیرعامل شرکت فولاد خوزستان بود.